# Слава России (мыс)
Слава России (англ. Glory of Russia Cape) — скалистый мыс на острове Святого Матвея. Располагается на территории штата Аляска (США).
Мыс является самой северной точкой острова. Высота мыса — 365 метров. Мыс омывается водами пролива Сарычева Берингова моря, который отделяет остров Святого Матвея от острова Холл. Глубина моря близ мыса до 47 м.
Состоит по большей части из слюдяного сланца. Климат суровый.
Назван русским полярным исследователем и гидрографом Гавриилом Андреевичем Сарычевым в честь корабля «Слава России», на котором он совместно с Иосифом Иосифовичем Биллингсом 14 июля 1791 года открыл мыс и пролив, по которому проходил корабль. Пролив позже был назван его именем.

## Галерея изображений

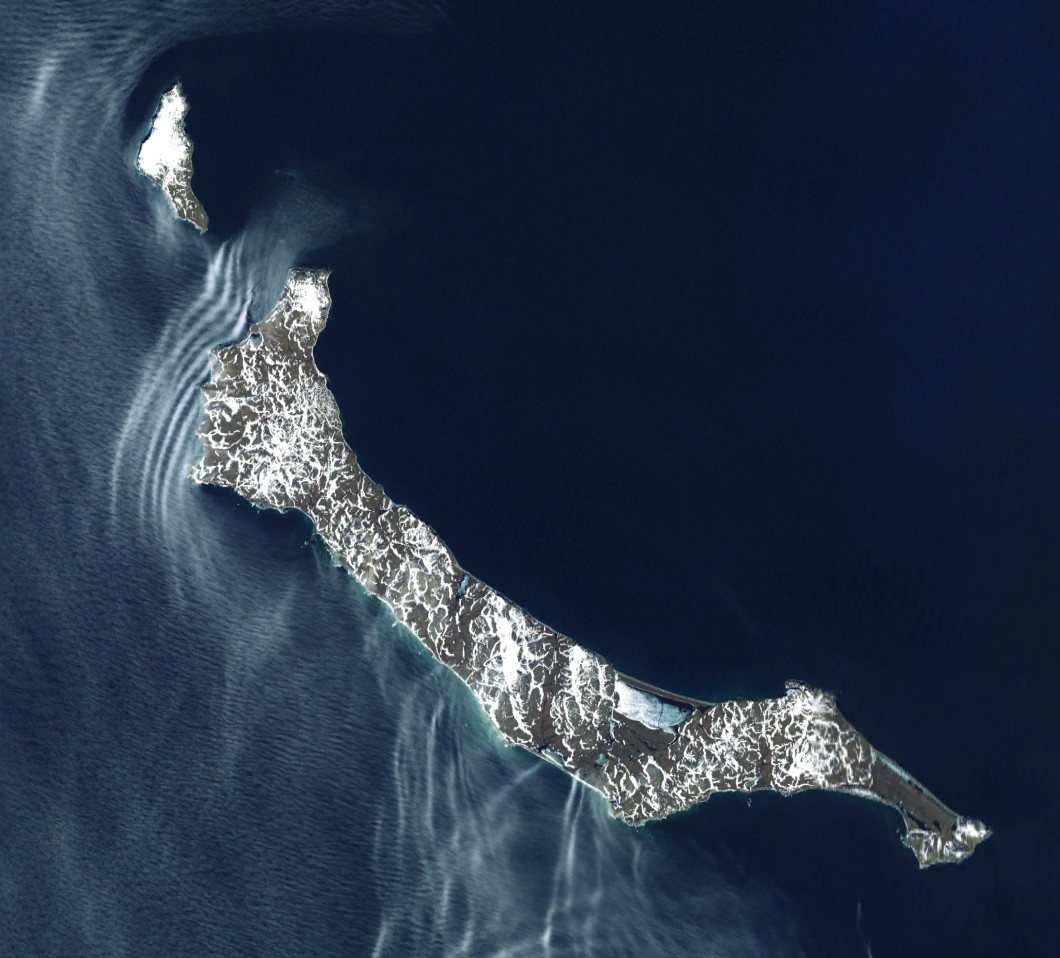
Мыс на карте острова Святого Матвея